# Argyrotheca johnsoni
Argyrotheca johnsoni är en armfotingsart som beskrevs av Cooper 1934. Argyrotheca johnsoni ingår i släktet Argyrotheca och familjen Megathyrididae. Inga underarter finns listade i Catalogue of Life.